# Косма I Иерусалимит
Косма́ I Иерусалимит, Константинопольский (греч. Κοσμάς Α΄ Ιεροσολυμίτης) — патриарх Константинопольский с 1 августа 1075 года по 8 мая 1081 года.

## Жизнеописание
Косма был родом из Антиохии. Он получил образование и проживал в Иерусалиме на протяжении большей части своей жизни. Был возведён в сан патриарха Константинопольского 1 августа 1075 года.
1 января 1078 года Константинопольский патриарх Косма I созвал в храме Святой Софии множество архиереев и сановников, недовольных императором Михаилом VII. Вместе они потребовали от того оставить царский трон.
3 апреля 1078 года в Великий вторник, Косма I торжественно короновал византийского императора Никифора III Вотаниата.
1 апреля 1081 года Алексей Комнин подкупил командира отряда германских наемников, который открыл ворота города и впустил мятежников. Многое решил столичный патриарх Косма I, во избежание кровопролития склонивший Никифора III к добровольному оставлению власти.
4 апреля 1081 года Косма I короновал Алексея I Комнина. Понимая, что в империи заканчивается «смутное время», патриарх Косма I, отчаявшись что-либо изменить к лучшему, добровольно оставил свой престол. Своему служке он сказал: «Возьми Псалтирь и следуй за мной», и вместе с ним ушёл в монастырь Каллия. Несмотря на многочисленные просьбы василевса, он наотрез отказался возвращаться на патриаршество.